# Benson (Illinois)
Benson es una villa ubicada en el condado de Woodford en el estado estadounidense de Illinois. En el Censo de 2010 tenía una población de 423 habitantes y una densidad poblacional de 972,15 personas por km².

## Geografía
Benson se encuentra ubicada en las coordenadas 40°51′2″N 89°7′16″O / 40.85056, -89.12111. Según la Oficina del Censo de los Estados Unidos, Benson tiene una superficie total de 0.44 km², de la cual 0.44 km² corresponden a tierra firme y (0%) 0 km² es agua.

## Demografía
Según el censo de 2010, había 423 personas residiendo en Benson. La densidad de población era de 972,15 hab./km². De los 423 habitantes, Benson estaba compuesto por el 99.53% blancos, el 0.24% eran afroamericanos, el 0% eran amerindios, el 0.24% eran asiáticos, el 0% eran isleños del Pacífico, el 0% eran de otras razas y el 0% pertenecían a dos o más razas. Del total de la población el 0.71% eran hispanos o latinos de cualquier raza.